# Kabinett Yamamoto II
Das Kabinett Yamamoto II (jap. 第二次山本内閣, dai-niji Yamamoto naikaku) regierte Japan unter Führung von Premierminister Yamamoto Gonnohyōe vom 2. September 1923 bis zum 7. Januar 1924.
| Amt                                    | Name                                      | Kammer (Wahlkreis) | Fraktion |
| -------------------------------------- | ----------------------------------------- | ------------------ | -------- |
| Premierminister                        | Yamamoto Gonnohyōe                        |                    |          |
| Außenminister                          | Yamamoto Gonnohyōe bis 19. September 1923 |                    |          |
| Außenminister                          | Ijūin Hikokichi bis 7. Januar 1924        |                    |          |
| Innenminister                          | Gotō Shimpei                              |                    |          |
| Finanzminister                         | Inoue Junnosuke                           |                    |          |
| Heeresminister                         | Tanaka Giichi                             |                    |          |
| Marineminister                         | Takarabe Takeshi                          |                    |          |
| Justizminister                         | Den Kenjirō bis 6. September 1923         |                    |          |
| Justizminister                         | Hiranuma Kiichirō bis 7. Januar 1924      |                    |          |
| Kultusminister                         | Inukai Tsuyoshi bis 6. September          |                    |          |
| Kultusminister                         | Okano Keijirō bis 7. Januar 1924          |                    |          |
| Minister für Landwirtschaft und Handel | Den Kenjirō bis 24. Dezember 1923         |                    |          |
| Minister für Landwirtschaft und Handel | Okano Keijirō bis 7. Januar 1924          |                    |          |
| Minister für Kommunikation             | Inukai Tsuyoshi                           |                    |          |
| Eisenbahnminister                      | Yamanouchi Kazutsugu                      |                    |          |

## Andere Positionen
| Amt                        | Name              |
| -------------------------- | ----------------- |
| Chefkabinettssekretär      | Kabayama Sukehide |
| Leiter des Legislativbüros | Matsumoto Jōji    |